# Pardosa kratochvili
Pardosa kratochvili là một loài nhện trong họ Lycosidae.
Loài này thuộc chi Pardosa. Pardosa kratochvili được Gábor von Kolosváry miêu tả năm 1934.